# Karen Magnussen
Karen Magnussen, född 4 april 1952 i Vancouver, är en kanadensisk före detta konståkare.
Magnussen blev olympisk silvermedaljör i konståkning vid vinterspelen 1972 i Sapporo.